# Morze w Palavas
Morze w Palavas (fr. Le Bord de mer à Palavas) – obraz olejny francuskiego malarza Gustave’a Courbeta, jedno z kilku płócien o tematyce morskiej namalowanych pod wpływem pobytu nad Morzem Śródziemnym. Obraz powstał na zamówienie mecenasa i przyjaciela artysty – Alfreda Bruyasa. 
Obraz przedstawia widok brzegu morskiego i morza w pobliżu Palavas. Courbet do stworzenia tego pejzażu użył przede wszystkim szpachli, którą nakładał grube, poziome warstwy farby. Dzieło utrzymane jest w beżach i różnych odcieniach błękitu. Linia horyzontu dzieli obraz na pół, kolejny poziomy pas tworzy linia lądu. Jedynym pionowym akcentem i jednocześnie jedynym elementem sztafażu jest sylwetka artysty przełamująca horyzontalny schemat przedstawienia. Malarz ukazał siebie samego w geście powitania czy też pozdrawiania morskiego bezkresu.
Niewielki rozmiarami obraz przedstawia monumentalnie ujęty temat. Artysta doskonale oddał głębię ciemnego morza, wrażenie bezkresnej przestrzeni i refleksy światła na nieustannie zmieniających się chmurach. 
Według niektórych krytyków Morze w Palavas było zapowiedzią impresjonizmu i abstrakcjonizmu.